# Bressoux
Bressoux (în valonă Bressou) și cunoscut în trecut ca Bressoux lez Liège este un cartier al orașului belgian Liège, situat în Regiunea Valonă, în provincia Liège. A fost o comună de sine stătătoare începând cu separarea sa de Grivegnée la 1 iulie 1871, până la fuziunea comunelor din anul 1977.

## Demografie
- Surse: INS - 1831 până în 1970 = recensăminte, 1976 = numărul locuitorilor la 31 decembrie.

## Patrimoniu

### Patrimoniu arhitectural și situri

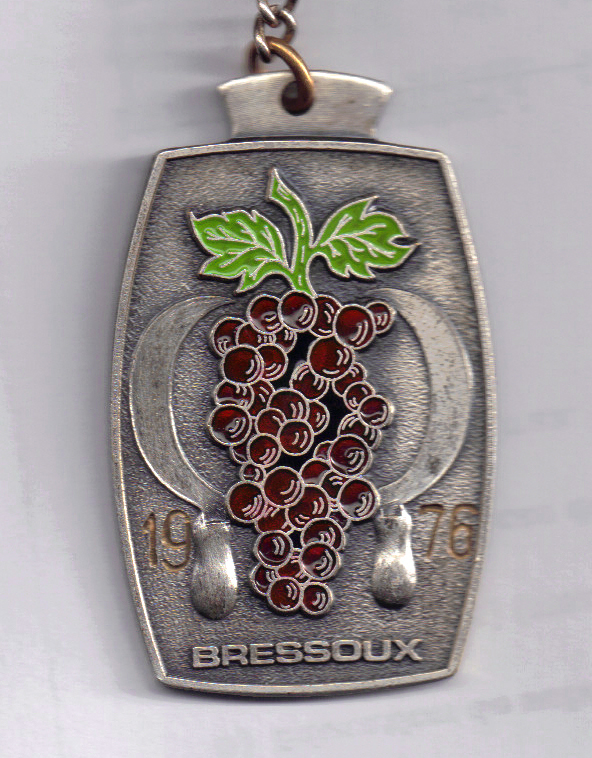
Emblema Bressoux în 1976

Bressoux dispune de o gară de călători și de abatorul orașului Liège. Alăturată centralei electrice și halei acoperite de la Droixhe, o zonă industrială aflată într-o stare precară a fost „recalificată” începând cu anul 2005, în special datorită fondurilor europene FEDER.
Trebuie menționată și o replică în aer liber a grotei de la Lourdes, aflată la abația Bouhay. Această abație a fost locuită de călugări canonici regulați ai Sfântului Augustin din 1925. Clădirile sunt moderne. Biserica, construită în 1921, amintește de stilul secolului al XIII-lea și domină replica grotei de la Lourdes. În prezent, întregul sit aparține unui dezvoltator imobiliar din Namur (Cavalerul Paul de Sauvage Vercour), care închiriază abația Căminului de bătrâni „Paradis”. Ultimul dintre canonicii regulari a murit în iulie 2016, la vârsta de 94 de ani, lăsând în suspensie continuarea cultului religios. Actualul proprietar al acestei biserici desacralizate intenționează să o transforme într-un centru de primire pentru femeile victime ale abuzurilor.

### Hala Târgurilor
Hala Târgurilor din Liège a părăsit zona Coronmeuse pentru a se instala pe situl zonei multimodale din Bressoux. Cu o suprafață brută de aproape 16.500 m² la sol, compusă din cinci săli modulabile, este concepută pentru a găzdui unul sau mai multe evenimente simultan, beneficiind de un nivel ridicat de echipamente. Hala este dotată cu un restaurant, o cafenea, birouri, o parcare pentru expozanți cu 248 de locuri și o parcare pentru vizitatori cu 472 de locuri. Noua infrastructură este opera arhitectului spaniol Francisco Mangado, în colaborare cu biroul belgian de arhitectură Archipelago, care a câștigat concursul internațional organizat cu această ocazie. Lucrările au început în toamna anului 2022, iar inaugurarea a avut loc în primul weekend din octombrie 2024.
Odată cu noua Hală și cu introducerea tramvaiului, întregul cartier va fi revalorizat.

## Personalități
- Edgardo Mortara (1851–1940), preot italian implicat în Afacerea Mortara, a decedat în această comună.